# Ferdinand Gößmann
Johann Carl Ferdinand Gößmann (* 22. Oktober 1840 in Fulda; † 19. Dezember 1921 in Hanau) war ein deutscher Richter und Abgeordneter des Zentrum.

## Leben
Ferdinand Gößmann war Sohn eines Landgerichtsrates und studierte ab 1859 an den Universitäten Göttingen und Marburg Rechtswissenschaft. Er wurde 1860 im  Corps Hannovera Göttingen und am 23. Oktober 1860 im Corps Teutonia Marburg recipiert. Seit 1869 Gerichtsassessor, trat er in die Rechtspflege Preußens. Er war Amtsrichter in Nentershausen (1872), am Amtsgericht Schlüchtern (1876) und in Frankfurt-Bergen-Enkheim (1879), das damals zum Landkreis Hanau gehörte. Als Mitglied der Zentrumsfraktion vertrat er 1882–1893 den Wahlkreis Kassel 11 (Fulda) im Preußischen Abgeordnetenhauses. 1896 wurde er Amtsgerichtsrat am  Amtsgericht Hanau.
Verheiratet war er seit 1872 mit Pauline Moris. Sie schenkte ihm fünf Söhne und zwei Töchter. Sein Schwiegervater Franz Moris, ebenfalls Marburger Teutone, war praktischer Arzt in Rasdorf.

## Ehrungen
- Charakter als  Justizrat
- Charakter als Geh. Justizrat (1907)[4]